# 張姬領
張姬領（韓語：장희령，1993年11月11日—），韓國女演員兼模特兒。2014加入JYP娛樂。
2015年1月，客串GOT7、宋昰昀合作出演校園魔幻劇《Dream Knight》，飾演Junior曾愛慕與守護的對象，也因該劇獲得第1屆韓國網路劇節最受矚目新星獎。
2016年7月，與金宇彬、裴秀智合作出演愛情劇《任意依戀》，飾演牛肉湯店主張正值的女兒張曼玉。11月，她首次擔綱女主角，與李起光、白成鉉合作浪漫愛情劇《莫敏的房間》，飾演從濟州島來到首爾生活的23歲女孩莫敏。

## 演出作品

### 電視劇
- 2015年：Naver《72秒TV》
- 2015年：Naver《72秒TV 第二季》
- 2015年：Naver網路劇《愛上挑戰》
- 2016年：KBS《任意依戀》飾演 張曼玉
- 2016年：OCN《莫敏的房間》飾演 莫敏
- 2016年：tvN《Entourage》
- 2017年：MBC《三色幻想-生動的戀愛》飾演 金泰伊
- 2017年：KBS《個人主義者智英小姐》飾演 藝真
- 2017年：MBC《20世紀少男少女》飾演 張智慧
- 2017年：JTBC《The Package》飾演 韓斗麗
- 2018年：SBS《四子》飾演 朴賢秀
- 2018年：SBS《油膩的Melo》飾演 李粉紅
- 2018年：OCN《Priest》飾演 金宥利
- 2018年：tvN《男朋友》飾演 秀雅
- 2021年：TV朝鮮《Uncle》飾演 張妍珠
- 2022年：tvN《流星》飾演 白多慧
- 2022年：tvN《朝鮮精神科醫師劉世豐》飾演 孝妍
- 2024年：KBS Joy《松理不Sorry》飾演 安讚揚
- 2025年：Channel A《魔女》飾演 許恩實

### 電影
- 2015年：《退魔：巫女窟》飾演 姜俊熙
- 2015年：DIMA[2]《愛麗絲：季節的間隙》（Alice：Crack of Season）飾演 李允惠
- 2017年：《雪花》飾演 秀晶
- 2023年：《燕子》

### 網路劇
- 2017年：《曖昧男》飾演 敏雅
- 2018年：《出其不意的護士》飾演 裴秀雅
- 2022年：Disney+《異感追擊：連瞳》飾演 李善希

### 綜藝節目
- 2019年：Fashion N 美妝美容綜藝節目《Follow Me 11》（2019年4月18日－2019年Ｏ月Ｏ日），與張熙軫、林寶拉、表藝珍、勝熙（Oh My Girl）

### MV
- 2014年：Bernard Park - 《I'm...》
- 2014年：Bernard Park - 《Before The Rain》
- 2015年：DAY6 - 《Congratulations》
- 2017年：DAY6 - 《You Were Beautiful》
- 2018年：Buzz（朝鲜语：버즈 (대한민국의 밴드)） - 《假裝》

## 代言
- 2014年：SK電信
- 2015年：妮維雅平面廣告[3][4]（2015-2019連續4年）
- 2015年：安視優 Acuvue（隱形眼鏡）
- 2015年：Tmon（韓國團購網Ticket Monster簡稱）
- 2015年：jax coco（總公司設於香港的食物品牌）
- 2016年：I'M MEME （美妝品牌）
- 2018年：타이레놀（Tylenol Korea推出的長銷常備藥），與女演員金瑞亨共同演出代言廣告
- 2018年：妮維雅止汗劑系列[5][6]
- 2019年：三星信用卡（삼성카드 Samsung Card）
- 2019年：ABOUT ME（어바웃미 美妝品牌）

## 獎項
- 2015年《K-MODEL AWARDS CF》模特兒獎
- 2015年第1屆《韓國網路劇節》（KWeb Fest 2015）最受矚目新星獎[7]（以作品《DreamKnight》獲得提名）
- 2016年第2屆《韓國網路劇節》（KWeb Fest 2016）最佳女主角入圍（以作品《72秒TV》獲得提名）
- 2017年《首爾網路劇節》（Seoul Webfest 2017）最佳女配角獎[8]（以作品《曖昧男》獲得提名）

## 外部連結
- 張姬領的Instagram帳戶
- Huayi Brothers娛樂個人頁面